# California Department of Forestry and Fire Protection

Logotyp för California Department of Forestry and Fire Protection

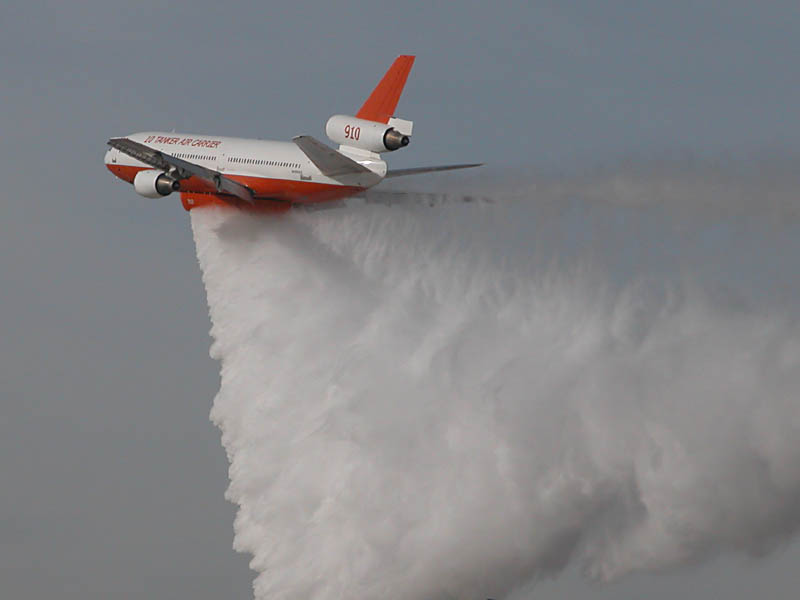
Cal Fire hyr in, i tillägg till egna flygplan och helikoptrar, 10 stycken flygplan av typ McDonnell Douglas DC-10 för vattenbegjutning från luften.

California Department of Forestry and Fire Protection (förkortning: Cal Fire) är en delstatlig brandkår och räddningstjänst i Kalifornien som ingår som en avdelning i California Natural Resources Agency (vars chef utses av Kaliforniens guvernör).

## Uppdrag
Cal Fire ansvarar för brandskydd större delen av delstatens såväl offentlig- och privatägda skogar. I tillägg till det så bidrar Cal Fire med räddningstjänst i 36 av delstatens countyn på kontraktsbasis. Även om huvudfokuset är på gräs- och skogsbränder så finns resurser och förmåga för att hantera räddningsuppdrag efter jordbävningar, tågurspårningar och search and rescue.
Budgeten för 2018-2019 var på 2,3 miljarder amerikanska dollar. Antalet heltidsanställda var 6 100 med 2 600 säsongsanställda samt ytterligare 4 100 personer (frivilliga, fångar, omhändertagna osv).